# Isla Mosquera
Mosquera (ook wel Isla Mosquera) is een klein (4,6 ha) eiland van de Galapagoseilanden dat ligt tussen Baltra en Seymour Norte ten noorden van het hoofdeiland Santa Cruz.

## Fauna
Het zandige eilandje Mosquera wordt bezocht omdat het een van de beste plekken is om de galapagoszeeleeuwen, lavameeuwen en de rode krabben (Grapsus grapsus) te zien.

## Bron
North Seymour. Galapagos Conservancy. Geraadpleegd op 30 april 2015. 